# Drink's Lure
Drink's Lure é um filme mudo norte-americano de 1913 em curta-metragem, do gênero dramático, dirigido por D. W. Griffith. O filme foi produzido pela Biograph Company e distribuído por General Film Company.